# Reimerath
Reimerath ist eine Ortsgemeinde im Landkreis Vulkaneifel in Rheinland-Pfalz. Sie gehört der Verbandsgemeinde Kelberg an.

## Geographie
Der Ort liegt im Naturpark Vulkaneifel und im Landschaftsschutzgebiet „Kelberg“. Die Gemeinde gliedert sich in die Ortsteile Reimerath und Bruchhausen.

## Geschichte
Reimerath wurde erstmals in einer Urkunde vom 25. Mai 1216 als „Recinroth“ erwähnt, als Graf Gerhard von Are der Pfarrkirche zu Adenau die Stiftung des Anniversars seines Vaters Ulrich bestätigte. Der Ortsteil Bruchhausen wurde im Jahre 1409 erwähnt.
Reimerath gehörte bis zum Ende des 18. Jahrhunderts zum Schultheißenamt Welcherath des kurkölnischen Amtes Nürburg.
Im Jahr 1794 hatten französische Revolutionstruppen das Linke Rheinufer besetzt. Unter der französischen Administration gehörte Reimerath von 1798 bis 1814 zum Kanton Adenau im Rhein-Mosel-Departement. Aufgrund der 1815 auf dem Wiener Kongress getroffenen Vereinbarungen kam die Region zum Königreich Preußen. Unter preußischer Verwaltung war die Gemeinde Reimerath dem Kreis Adenau im Regierungsbezirk Koblenz zugeordnet und wurde von der Bürgermeisterei Kelberg verwaltet. Diese ging 1927 im Amt Kelberg und 1968 in der Verbandsgemeinde Kelberg auf. Nach dem Ersten Weltkrieg stand das Gebiet unter Französischer Militärverwaltung. Bei der Auflösung des Kreises Adenau im Jahr 1932 kam Reimerath zum Kreis Mayen. Seit 1946 ist die Region Teil des Landes Rheinland-Pfalz und gehörte bis 1949 bzw. 1955 zur Französischen Besatzungszone.
Im Zuge der kommunalen Neuordnung von Rheinland-Pfalz kam die Gemeinde am 7. November 1970 vom gleichzeitig aufgelösten Landkreis Mayen zum Landkreis Daun (heute Landkreis Vulkaneifel).
In Reimerath gibt es einen alten Steinbruch, in dem früher Trachyt abgebaut wurde.
Bevölkerungsentwicklung
Die Entwicklung der Einwohnerzahl von Reimerath, die Werte von 1871 bis 1987 beruhen auf Volkszählungen:
| Jahr | Einwohner |
| 1815 | 64        |
| 1835 | 116       |
| 1871 | 74        |
| 1905 | 61        |
| 1939 | 76        |

| Jahr | Einwohner |
| 1950 | 73        |
| 1961 | 87        |
| 1970 | 77        |
| 1987 | 70        |
| 2005 | 68        |

## Politik

### Bürgermeister
Matthias Schneider ist seit 1994 Ortsbürgermeister von Reimerath.

### Wappen
| Wappen von Reimerath | Blasonierung: „Unter silbernem Schildhaupt mit schwarzem Balkenkreuz in Blau ein Kranz goldener Rosen mit silbernen Butzen.“                                                                                            |
| Wappen von Reimerath | Wappenbegründung: Das schwarze Balkenkreuz weist auf die frühere Zugehörigkeit zum Kurfürstentum Köln hin; der Kranz aus Rosen symbolisiert das Patronat der Rosenkranzkönigin, der die Kapelle Reimeraths geweiht ist. |